# Chrono.Naut
Chrono.Naut – minialbum doom metalowego zespołu Electric Wizard. Oryginalnie został wydany na LP w marcu 1997 roku nakładem Man’s Ruin Records. Został wydany ponownie na CD rok później jako split, razem z Orange Goblin. Reedycja posiadała inną okładkę i dwa utwory złączone w jeden.
Wczesna wersja piosenki została nagrana, kiedy Jus Oborn był w zespole Eternal i pojawiła się na ich demie Lucifer's Children (1993). Demo zostało potem dołączone do kompilacji Pre-Electric Wizard 1989-1994.

## Lista utworów
1. "Chrono. Naut" – 6:47
2. "Chrono.Naut Phase II: Chaos Revealed" – 10:59

## Muzycy
- Jus Oborn – gitara, śpiew
- Tim Bagshaw – gitara basowa
- Mark Greening – perkusja
- Teksty – Jus Oborn
- Muzyka – Electric Wizard